# Byblis robusta
Byblis robusta är en kräftdjursart som beskrevs av Coyle och Highsmith 1989. Byblis robusta ingår i släktet Byblis och familjen Ampeliscidae. Inga underarter finns listade i Catalogue of Life.